# Heiko Mallwitz
Heiko Mallwitz (* 10. April 1967 in Potsdam) ist ein deutscher Fernsehmoderator, Kommentator und Autor.

## Leben
Seine journalistische Karriere startete Mallwitz 1990 in der Sportredaktion des Deutschen Fernsehfunks. Die folgenden Stationen waren die Berliner Morgenpost, der Mitteldeutsche Rundfunk und das ZDF-Morgenmagazin, bei dem er von 1992 bis 1999 als Sportmoderator und Reporter arbeitete. Von 2000 bis 2003 moderierte der Wahl-Berliner beim Deutschen Sportfernsehen (heute Sport 1) die Sendungen Hattrick, InTeam – Das Bundesligamagazin und Hertha hautnah. Von 2005 bis 2009 war Mallwitz Mediendirektor des Profiboxteams Sauerland Event. Seit 2000 ist er für den Pay-TV-Sender Sky (früher Premiere) als Reporter, Kommentator und Moderator im Einsatz. 2004 veröffentlichte er eine Biografie über den ehemaligen DDR-Nationaltrainer Bernd Stange mit dem Titel „Trainer zwischen den Welten“. Bei Sky Deutschland kommentiert er Fußball, Handball und Boxen.